# Частица (фильм)
Частица (тур. Zerre, Турция, 2012) — драма турецкого сценариста и режиссёра Эрдема Тепегёза. Фильм был удостоен двух наград 35-го Московского международного кинофестиваля: главного приза фестиваля «Золотой Святой Георгий», а также приза «Серебряный Георгий» за лучшее исполнение женской роли актрисе Жале Арыкан.

## Сюжет
Когда Зейнеп теряет работу на ткацкой фабрике, её семья, состоящая из дочери-инвалида и пожилой матери, лишается средств к существованию. В центре сюжета фильма — безуспешные скитания женщины по Стамбулу в поисках новой работы.

## В ролях

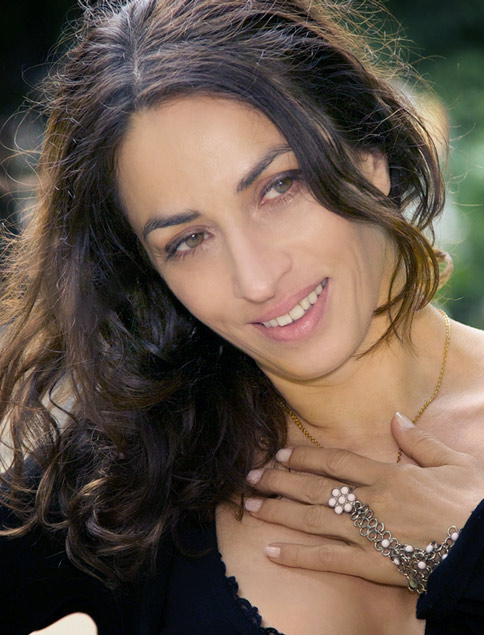
Актриса Жале Арыкан была удостоена приза ММКФ «Серебряный Георгий» за исполнение роли Зейнеп

- Жале Арыкан — Зейнеп
- Рючхан Чалишкур — мать Зейнеп
- Озай Фехт — Сениха
- Ремзи Памукчу — Ремзи
- Эргюн Куюджу — Кудрет
- Дилай Демирок — дочь Зейнеп
- Сенджар Сагдич — шеф
- Джемал Байкал — Мумтаз
- Месуде Тюркмен — Айше
- Суат Октай Сеноджак — доктор